# Dugway Proving Ground
Pour les articles homonymes, voir DPG.

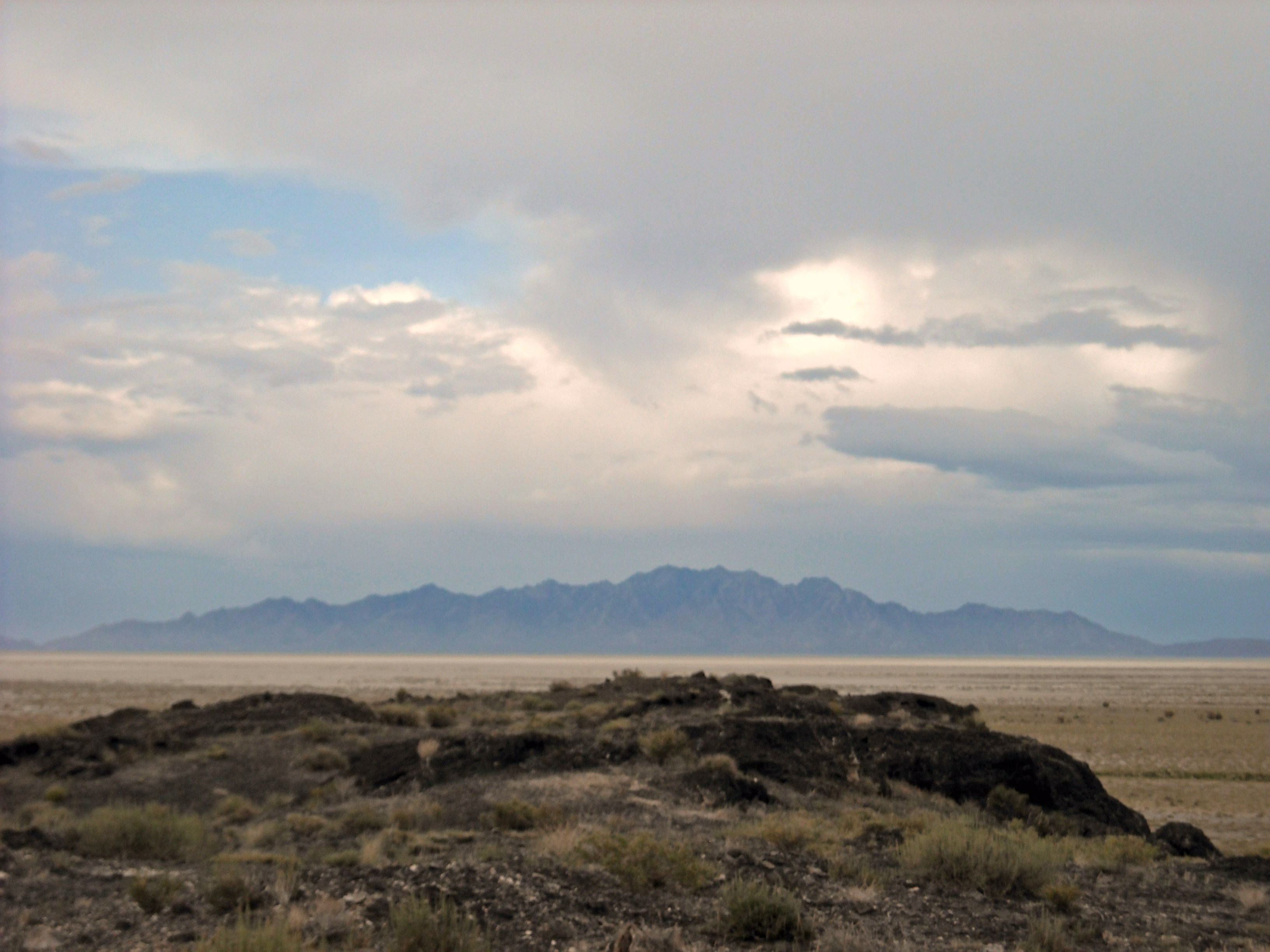
Le Dugway Proving Ground est une vaste zone de test située en plein désert.

Le Dugway Proving Ground (DPG) est une vaste zone située dans l'Utah appartenant à l'Armée de terre des États-Unis et lui servant de terrain d'essai. Elle est située à Dugway.

## Histoire
Le 6 février 1942, le président des États-Unis Franklin D. Roosevelt réserve une partie du désert de l'Utah au département de la Guerre. Puis six ans plus tard le Dugway Proving Ground fut officiellement activé.[pas clair]

## Mission
La principale mission du Dugway Proving Ground est de tester les systèmes de défenses des États-Unis et de ses alliés face à des attaques chimiques et biologiques.

### Villages tests

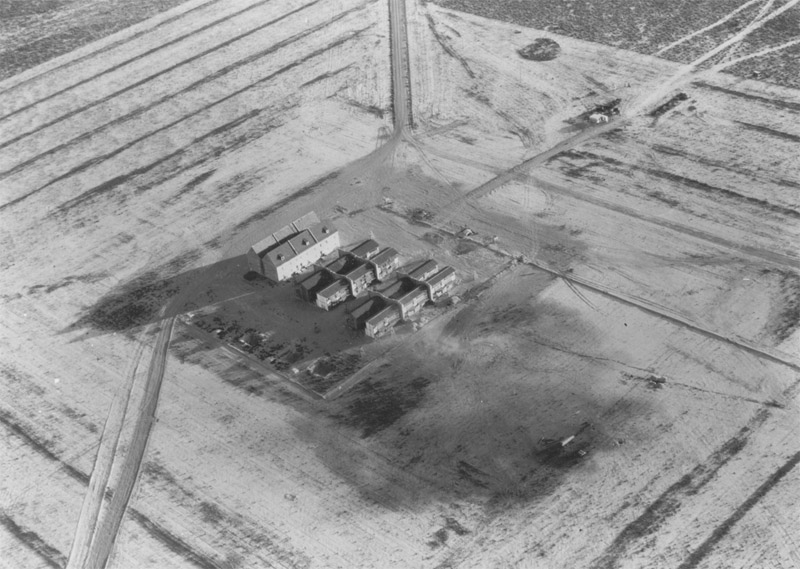
Vue aérienne du village japonais et du village allemand, utilisés pour des tests d'armes incendiaires.

Le Japanese village et le German Village sont deux villages factices construits en 1943 dans le but de tester les effets des bombes incendiaires et, entre autres, des bombes à chauves-souris.